# Assassinato de Shad Thyrion
Em 23 de Fevereiro de 2022, Shad Thyrion, um homem Americano de 24 anos de idade, foi assassinado e desmembrado pela sua namorada, Taylor Schabusiness. A cabeça desmembrada de Thyrion foi descoberta pela sua mãe, Tara Pakanich, em um balde localizado na cave da casa de sua família em Green Bay, Wisconsin. Outras partes do corpo desmembradas, incluindo o seu tronco cortado ao meio em um saco de pano, foi mais tarde descoberto pela polícia.
Schabusiness, que esteve envolvida em uma relação sexual com Thyrion, admitiu estrangulá-lo até à morte durante a relação sexual, enquanto ambos estavam sobre efeitos de medicamentos prescritos e metanfetamina. A mesma continuou a relação sexual com o corpo sem vida de Thyrion antes de desmembrá-lo, remover os seus orgãos internos, e mutilando-o.
Schabusiness foi detida e acusada de assassinato em primeiro grau, mutilação de um corpo, e assédio sexual em terceiro grau. Em 26 de Julho de 2023, um júri culpou a mesma das três acusações. A sentença ocorreu dia 26 de Setembro, com Schabusiness acusada a prisão perpétua, sem a possibilidade de receber liberdade condicional.

## Assassinato
Dia 21 de Fevereiro de 2022, por volta das 9:30 da manhã, Thyrion foi levado da casa de sua mãe, Tara Pakanich, por Taylor Schabusiness, com quem o mesmo teve uma relação sexual. O casal, juntamente com um amigo, foram para um apartamento em Eastman Avenue, e fumaram cannabis. Schabusiness citou na sua interrogação, que ela e Thyrion também fumaram metanfetamina, e ejetaram Tradozona no apartamento após a saída do amigo. O casal, mais tarde, retornou para a casa da mãe de Thyrion. Pakanich, e o seu namorado, Steve Hendricks, estavam fora de casa no momento.
Thyrion e Schabusiness foram para a cave, ondAsfixiofiliae iniciaram uma relação sexual. Schabusiness afirma que ambos tinham engajado em asfixia erótica em encontros passados e nesta ocorrência, foi usado correntes metálicas. Schabusiness procedeu a estrangular Thyrion até que o mesmo começasse a tossir sangue. Ela continuou até que Thyrion foi morto, depois de 3 a 5 minutos.
Schabusiness procedeu a realizar sexo oral, juntamente com o uso de brinquedos sexuais no corpo por diversas horas após a morte de Thyrion. Na manhã seguinte, Schabusiness desmembrou o corpo utilizando facas que encontrou na casa. A mesma posicionou o corpo em uma cama, e decapitou-o em cima de um balde e um saco de pano para conter o sangue. Ela então drenou o sangue pelo chuveiro da casa, o qual a mesma afirmou também ter tomado banho utilizando o sangue. Ela também removeu os orgãos, incluindo o pénis de Thyrion, e colocou-os em sacos de plástico, o saco de pano, caixas de papelão, e o balde.

## Investigação
Dois dias depois, dia 23 de Fevereiro de 2022, a mãe de Thyrion encontra a cabeça do seu filho em um balde na sua cave. Teria estado coberto com uma toalha. Mais tarde, a polícia teria descoberto o pénis removido de Thyrion também no balde. Hendricks então ligou para a polícia, que foi chamada para a cave, e descobriu orgãos humanos guardados em sacos de plástico e caixas de papelão. O seu tronco foi descoberto no saco de pano com o seu pé decepado dentro do mesmo. Partes do corpo adicionais, incluindo uma perna que foi mais tarde descoberta dentro de uma caixa de uma máquina de cozinha, dentro da minivan de Schabusiness.
Schabusiness foi encontrada mais tarde no mesmo dia na sua minivan pela polícia. As suas roupas estavam cobertas de sangue e o seu pulgar esquerda tinha um corte. Ela possuía também arranhões nos seus braços, que a mesma afirmou serem autoinfligidos. Ela foi detida e acusada de assassinato, mutilação de um corpo, e assédio sexual de terceiro grau no dia 1 de Março. Schabusiness, no início do ano, dia 3 de Janeiro, teria sido acusada e sentenciada a 3 meses for fuga, e obstrução policial. Não foi clarificado se a mesma teria sido dispensada do seu local de trabalho na hora do assassinato. Ela teria removido um bracelete eletrónico de vigilância do seu tornozelo.

## Julgamento e Encarceramento
O advogado de Schabusiness, Quin Jolly, fez uma declaração de inocência por insanidade em 1 de Setembro de 2022.
Dia 14 de Fevereiro de 2023, Schabusiness atacou Jolly, seu advogado, após o mesmo ter pedido para que a data do julgamento fosse adiada para que os especialistas pudessem determinar a sua competência para estar no julgamento. Schabusiness foi então abordadada fisicamente por um Oficial de xerife do Condado de Brown. Ninguém esteve seriamente ferido. 10 minutos após o ataque, Jolly afirma ao Júri Walsh que planejava declarar uma moção para ser removido do caso. Ele foi substituído por Christopher Froelich dia 3 de Março, na qual pediu para que Walsh se recusasse, pois testemunhar o ataque poderia afetar sua decisão. Walsh recusou.
A psicóloga forense Diane Lytton, afirma que Schabusiness teria dito que "tinha uma coisa por Jeffrey Dahmer à um ano atrás", entretando Dahmer foi assassinado na prisão por um preso em 1994. Dia 25 de Julho, um júri culpou Schabusiness de Homicídio Intencional em primeiro grau, mutilação de um corpo, e assédio sexual de terceiro grau. Dia 25 de Setembro, Walsh sentenciou Schabusiness a prisão perpétua sem a possibilidade de liberdade condicional. Walsh afirma que teria que proteger o público de Schabusiness. "Este crime ofende a decência humana, ofende a dignidade humana, ofende a comunidade humana. De verdade.", ele disse. O pai de Thyrion havia perdoado Schabusiness, dizendo, "Eu acredito que todos fazemos más escolhas, talvez não nesta escala. Não faz bem odiar-te. Eu sei que tens um coração, tens uma mente."
Schabusiness está a servir a sua sentença na Instituição Correcional Taycheedah, uma instalação para presidiárias que está localizada na cidade de Fond du Lac.